# Hornhuggorm
Hornhuggorm (Cerastes cerastes) är en ormart som tillhör familjen huggormar. Den kan även kallas för hornvipera eller hornorm.

## Kännetecken
Hornhuggormen blir som fullvuxen vanligen mellan 30 och 60 centimeter lång, men något större individer kan ibland förekomma. Honorna blir större än hanarna. Hos de flesta individer finns ett hornliknade utskott över varje öga, och det är också detta som har gett arten dess namn. En del individer kan dock sakna dessa utskott, och hos vissa kan utskotten också vara mycket små. Färgteckningen är ljust sandfärgad med mörkare fläckar.

## Utbredning
Hornhuggormen förekommer i norra Afrika, och i vissa områden på den Arabiska halvön samt i Mellanöstern.

## Levnadssätt
Hornhuggormen är främst aktiv under natten och i gryningen, och skyddar sig från den svåraste hettan mitt på dagen genom att gräva ner sig i sanden eller gömma sig i någon ostörd håla. Dess jaktteknik går ut på att ligga i bakhåll för bytet. Huvudsakligen livnär den sig på små gnagare, ödlor och fåglar, men den kan även ta större insekter. Fortplantningen är ovipar.
Arten håller under januari och februari vinterdvala. Under varma vinterdagar kan den vakna och vara aktiv. Hornhuggormen faller ibland offer för honungsgrävling, ökenvaran och olika kattdjur.
Antagligen sker parningen under våren i april. Hos individer som hölls i fångenskap varade parningsleken i fyra dagar. Senare lägger honan 8 till 23 ägg som göms under en klippa eller i övergivna underjordiska bon som skapades av andra djur. Ungarna kläcks efter 50 till 80 dagar. Hornhuggormen blir efter ungefär två år könsmogen. Exemplar som hölls i fångenskap levde 14 till 18 år. Livslängden i naturen är inte känd.